# Szabrina
A Szabrina angol eredetű női név, a Severn folyó nimfájának a nevéből származik.

## Gyakorisága
Az 1990-es években szórványos név, a 2000-es években nem szerepel a 100 leggyakoribb női név között.

## Névnapok
- augusztus 29.[2]
- október 27.[2]

## Híres Szabrinák
- Sabrina Bryan amerikai színésznő
- Sabrina Salerno olasz popénekesnő, modell, színésznő és zenei producer
- Sabrina Carpenter amerikai énekesnő